# Maria Barnas
Maria Barnas (Hoorn, 28 d'agost de 1973) és una escriptora, poeta i artista neerlandesa.
Viu i treballa entre Amsterdam i Berlín. Al seu treball visual i escrit, incloent novel·les, poesia i assajos se centra en la realitat de formes per sobre la descripció. Va estudiar arts visuals a la Rietveld Acadèmia i va ser resident a la Rijksakademie d'Amsterdam i a l'Acadèmia americana a Roma. Barnas actualment és assessora de la Rijksakademie. Se l'hi va atorgar el Premi C. Buddingh' per al recull de poesia Twee Zonnen (2003) i des de llavors ha publicat col·leccions altament valorades, incloent Er staat een stad op el 2007. El 2011 van ser recollides les seves observacions sobre art i literatura publicades abans al diari NRC Handelsblad al llibre Fantastisch. Un altre recull de poemes Jaja de oerknal va sortir a la venda l'any 2013, és un llibre centrat en els mecanismes de la por. Va estar nominat per al Premi de Poesia VSB 2014 i se l'hi va atorgar el Premi Anna Bijns de Poesia 2014. Segons l'informe dels jurats: «Amb cada poema prova aturar, conservar documentar quelcom d'esquívol. Seguir-la en aquest assaig és un gran plaer».
Treballa en assajos visuals i espacials –incloent cinema, dibuix i text– on combina el llenguatge i la imatge. Les seves obres visuals es presenten a la galeria Annet Gelink d'Amsterdam.

## Obres destacades

### Novel·les
- Engelen van ijs  (1997)
- De baadster  (2000)

### Poesia
- Twee zonnen  (2003), Premi C. Buddingh' al millor debut en poesia neerlandesa el 2004
- Er staat een stad op (2007), Premi J.C. Bloem de poesia 2009
- Jaja de oerknal 2013, nominada pel VSB Premi de Poesia 2014[6]
- Nachtboot (2018)

### Assajos
- Fantastisch: observaties over kunst en werkelijkheid, columnes recollides del diari NRC Handelsblad[7]